# Acid Mothers Temple
Acid Mothers Temple & the Melting Paraiso U.F.O. (et autres ramifications) est un groupe japonais de rock psychédélique et bruitiste formé en 1995 par les membres du collectif Acid Mothers Temple. Le groupe est mené par le guitariste Kawabata Makoto et était précédemment composé de nombreux musiciens, mais en 2004 la formation a été réduite à quatre membres permanents, avec de fréquents invités au chant.

## Discographie
La discographie est triée par ordre alphabétique (pour les artistes), et par année croissante (pour les albums).

### Acid Mothers Afrirampo
- We Are Acid Mothers Afrirampo! (2005)

### Acid Mothers Gong
- Acid Motherhood (2004)
- Live in Nagoya (2006)
- Acid Mothers Gong Live Tokyo (2006)
- Acid Mothers Gong live at the melkweg Amsterdam november 2006 as part of the gong unconvention

### Acid Mothers Temple & The Cosmic Inferno
- "Another Band From The Cosmic Inferno European Tour 2005" Cosmic Funeral Route 666 (2005)
- Just Another Band From The Cosmic Inferno (2005)
- Anthem Of The Space (2005)
- Demons from Nipples (2005)
- IAO CHANT from The Cosmic Inferno (2005)
- Triger in Triger out (2005)
- Starless And Bible Black Sabbath (2006)
- Ominous From The Cosmic Inferno (2006)
- 2006 Summer Live!! (DVD, 2006)

### Acid Mothers Temple & The Melting Paraiso U.F.O.
- Acid Mothers Temple & The Melting Paraiso U.F.O. (1997)
- Pataphisical Freak Out MU!! (1999)
- Wild Gals A Go-Go (1999)
- Live In Occident (2000)
- Troubadours From Another Heavenly World (2000)
- La Nòvia (2000)
- Absolutely Freak Out "Zap Your mind!" (2001)
- New Geocentric World of Acid Mothers Temple (2001)
- 41st Century Splendid Man (2002)
- Born To Be Wild in The USA 2000 (2002)
- In C (2002)
- Do Whatever You Want, Don't Do Whatever You Don't Want!! (2002)
- Electric Heavyland (2002)
- Live in Japan (2002)
- Univers Zen ou de Zéro à Zéro (2002)
- St.Captain Freak Out & The Magic Bamboo Request (2002)
- Magical Power From Mars (2003)
- Last Concert in Tokyo (2003)
- The Day Before the Sky Fell in America Sept 10, 2001 (2003)
- A Thousand Shades Of Grey (2003) - split avec Escapade
- Hypnotic Liquid Machine From The Golden Utopia (2004)
- Mantra of Love (2004)
- Does The Cosmic Shepherd Dream Of Electric Tapirs? (2004)
- The Penultimate Galactic Bordello Also The World You Made (2004)
- Minstrel In The Galaxy (2004)
- Close Encounters Of The Mutants (2004)
- Goodbye John Peel: Live in London 2004 (2005)
- Have You Seen The Other Side Of The Sky? (2006)
- Power House of the Holy (2006)
- Myth Of The Love Electrique (2006)
- Crystal Rainbow Pyramid Under The Stars (2007)
- Nam Myo Ho Ren Ge Kyo (2007)
- " Cometary Orbital Drive" (CD-Bam Balam.records) (2008)
- " Episode of cometary orbital drive" (Lp- Bam Balam.records)(2008)

### Acid Mothers Temple & The Pink Ladies Blues
- Acid Mothers Temple and The Pink Ladies Blues featuring the Sun Love and the Heavy Metal Thunder (2006)
- The Soul of a Mountain Wolf (2007)

### Acid Mothers Temple SWR
- Acid Mothers Temple SWR (2005)

### Kawabata Makoto & The Mothers of Invasion
- Hot Rattlesnakes (2002)